# Установка МТБЕ у Уфі
Установка МТБЕ у Уфі — складова Уфімського нафтопереробного заводу (Башкортостан), яка має здійснювати випуск високооктанової паливної присадки — метилтретинного бутилового етеру (MTBE).
Під час роботи установки каталітичного крекінгу Уфімського НПЗ отримують великі обсяги бутан-бутиленової фракції. Одним з компонентів останньої є ізобутилен, реакцією якого з метанолом можливо продукувати MTBE. Як наслідок, в 1995-му ввели в дію установку з виробництва MTBE потужністю 33 тисячі тон на рік.
Установка може щорічно пропускати 229 тисяч тон бутан-бутиленової фракції, яка після відпрацювання спрямовується на установки алкілювання того ж НПЗ.